# Hysni Ismaili
Hysni Ismaili (mazedonisch Хусни Исмаили; * 1963 in Tetovo) ist ein nordmazedonischer Mediziner und Politiker. Seit 2019 ist er Kulturminister Nordmazedoniens.

## Leben
Ismaili schloss in Tetovo das Gymnasium ab und studierte dann Medizin an der Universität Skopje, es folgte ein Aufbaustudium an der Universität Tuzla. Er war in Tetovo als Hausarzt tätig und lehrte als Professor an der Medizinischen Hochschule Tetovo sowie als Dozent an der Staatlichen Universität Tetovo.
Zudem war er im albanischsprachigen Verlagswesen tätig und hat Hörspiele und Kultursendungen für den Rundfunk sowie Dokumentarfilme veröffentlicht.
Er gehört der im Februar 2019 als Abspaltung aus der Besa neugegründeten Partei Alternativa an. Als Nachfolger des zurückgetretenen Asaf Ademi wurde er am 26. Juni 2019 Kulturminister in der Regierung von Zoran Zaev.